# Константелиас, Яннис
Яннис Константелиас (греч. Γιάννης Κωνσταντέλιας; родился 5 марта 2003, Волос) — греческий футболист, атакующий полузащитник клуба ПАОК и сборной Греции.

## Клубная карьера
17 января 2021 года Константелиас дебютировал в профессиональном футболе за ПАОК в матче чемпионата Греции против клуба ОФИ. 20 января 2022 года продлил контракт с ПАОК до лета 2026 года.

## Карьера в сборной
В марте 2023 года был впервые вызван в сборную Греции для участия в отборочном турнире к чемпионату Европы 2024 и товарищеском матче против Литвы. 24 марта 2023 года Константелиас дебютировал за сборную Греции в рамках отборочного турнира чемпионата Европы 2024, выйдя на замену в матче против Гибралтара.

## Достижения
ПАОК
- Чемпион Греции: 2023/24
- Обладатель Кубка Греции: 2020/21